# Verein für Leibesübungen Wolfsburg 2019-2020
Questa pagina raccoglie i dati riguardanti il V.f.L. Wolfsburg nelle competizioni ufficiali della stagione 2019-2020.

## Stagione
La stagione 2019-20 è stata la 75ª nella storia del club e la sua 23ª stagione nella massima divisione tedesca.
Allenato da Oliver Glasner, ha concluso il campionato di Bundesliga al 7º posto, qualificandosi per il secondo turno preliminare di UEFA Europa League. 
In coppa di Germania il Wolfsburg è stato eliminato al secondo turno dal RB Lipsia, mentre il cammino europeo in UEFA Europa League si è fermato agli ottavi di finale, perdendo entrambe le sfide contro gli ucraini dello Šachtar.
A causa della pandemia da COVID-19, la stagione si è conclusa al 30 giugno 2020, causando lo slittamento delle ultime partite di campionato.

## Maglie e sponsor
Lo sponsor tecnico, per la stagione 2019-2020, è Nike, mentre lo sponsor ufficiale che compare sulle divise rimane lo storico Volkswagen, marchio della multinazionale Volkswagen AG, proprietaria del club.
| Casa | Trasferta | Third |

## Rosa
Rosa aggiornata al 30 giugno 2020.
| N. |                        | Ruolo | Calciatore          |
| -- | ---------------------- | ----- | ------------------- |
| 1  | Belgio (bandiera)      | P     | Koen Casteels       |
| 2  | Brasile (bandiera)     | D     | William             |
| 4  | Spagna (bandiera)      | C     | Camacho             |
| 5  | Paesi Bassi (bandiera) | D     | Jeffrey Bruma       |
| 6  | Brasile (bandiera)     | D     | Paulo Otávio        |
| 7  | Croazia (bandiera)     | C     | Josip Brekalo       |
| 8  | Svizzera (bandiera)    | C     | Renato Steffen      |
| 9  | Paesi Bassi (bandiera) | A     | Wout Weghorst       |
| 10 | Turchia (bandiera)     | C     | Yunus Malli         |
| 11 | Germania (bandiera)    | C     | Felix Klaus         |
| 12 | Austria (bandiera)     | P     | Pavao Pervan        |
| 13 | Germania (bandiera)    | C     | Yannick Gerhardt    |
| 14 | Svizzera (bandiera)    | A     | Admir Mehmedi       |
| 15 | Francia (bandiera)     | D     | Jérôme Roussillon   |
| 17 | Germania (bandiera)    | D     | Ohis Felix Uduokhai |
| 19 | Svizzera (bandiera)    | D     | Kevin Mbabu         |
| 20 | Germania (bandiera)    | C     | Luca Horn           |
| 21 | Camerun (bandiera)     | C     | Paul-Georges Ntep   |
| 22 | Germania (bandiera)    | A     | Lukas Nmecha        |

| N. |                         | Ruolo | Calciatore          |
| -- | ----------------------- | ----- | ------------------- |
| 22 | Croazia (bandiera)      | D     | Marin Pongračić     |
| 23 | Francia (bandiera)      | C     | Josuha Guilavogui   |
| 24 | Austria (bandiera)      | C     | Xaver Schlager      |
| 25 | Stati Uniti (bandiera)  | D     | John Anthony Brooks |
| 27 | Germania (bandiera)     | C     | Max Arnold          |
| 29 | Germania (bandiera)     | A     | John Yeboah         |
| 29 | Egitto (bandiera)       | A     | Omar Marmoush       |
| 30 | Germania (bandiera)     | P     | Niklas Klinger      |
| 31 | Germania (bandiera)     | D     | Robin Knoche        |
| 32 | RD del Congo (bandiera) | D     | Marcel Tisserand    |
| 33 | Germania (bandiera)     | A     | Daniel Ginczek      |
| 34 | Germania (bandiera)     | C     | Marvin Stefaniak    |
| 35 | Germania (bandiera)     | P     | Lino Kasten         |
| 36 | Germania (bandiera)     | P     | Phillip Menzel      |
| 37 | Albania (bandiera)      | C     | Elvis Rexhbeçaj     |
| 37 | Francia (bandiera)      | A     | Mamoudou Karamoko   |
| 38 | Belgio (bandiera)       | A     | Ismail Azzaoui      |
| 40 | Brasile (bandiera)      | C     | João Victor         |
| 44 | Germania (bandiera)     | C     | Iba May             |

## Calciomercato

### Sessione estiva(dall'1/7 al 31/8)
| Acquisti | Acquisti         | Acquisti        | Acquisti               |
| R.       | Nome             | da              | Modalità               |
| -------- | ---------------- | --------------- | ---------------------- |
| D        | Jeffrey Bruma    | Schalke 04      | fine prestito          |
| D        | Kevin Mbabu      | Young Boys      | definitivo (9,2 mln €) |
| D        | Paulo Otávio     | Ingolstadt 04   | definitivo (1,1 mln €) |
| C        | Riechedly Bazoer | Utrecht         | fine prestito          |
| C        | Xaver Schlager   | Salisburgo      | definitivo (15 mln €)  |
| A        | Landry Dimata    | Anderlecht      | fine prestito          |
| A        | Lukas Nmecha     | Manchester City | prestito               |
| A        | João Victor      | LASK            | definitivo (3,5 mln €) |
| A        | Victor Osimhen   | Charleroi       | fine prestito          |

| Cessioni | Cessioni          | Cessioni       | Cessioni               |
| R.       | Nome              | a              | Modalità               |
| -------- | ----------------- | -------------- | ---------------------- |
| D        | Gian-Luca Itter   | Friburgo       | definitivo (2,5 mln €) |
| D        | Sebastian Jung    | Hannover 96    | fine contratto         |
| D        | Felix Uduokhai    | Augusta        | prestito               |
| D        | Paul Verhaegh     | Twente         | fine contratto         |
| C        | Riechedly Bazoer  | Vitesse        | definitivo (1,5 mln €) |
| C        | Paul-Georges Ntep | Kayserispor    | prestito               |
| C        | Paul Seguin       | Greuther Fürth | riscattato (300.000 €) |
| C        | Marvin Stefaniak  | Greuther Fürth | prestito               |
| A        | Landry Dimata     | Anderlecht     | riscattato (5 mln €)   |
| A        | Victor Osimhen    | Charleroi      | riscattato (3,5 mln €) |

### Operazioni esterne(dall'1/9 al 31/12)
| Acquisti | Acquisti | Acquisti | Acquisti |
| R.       | Nome     | da       | Modalità |
| -------- | -------- | -------- | -------- |

| Cessioni | Cessioni    | Cessioni  | Cessioni |
| R.       | Nome        | a         | Modalità |
| -------- | ----------- | --------- | -------- |
| C        | John Yeboah | VVV-Venlo | prestito |

### Sessione invernale(dall'1/1 al 31/1)
| Acquisti | Acquisti          | Acquisti    | Acquisti              |
| R.       | Nome              | da          | Modalità              |
| -------- | ----------------- | ----------- | --------------------- |
| D        | Marin Pongračić   | Salisburgo  | definitivo (10 mln €) |
| C        | Paul-Georges Ntep | Kayserispor | fine prestito         |

| Cessioni | Cessioni        | Cessioni        | Cessioni      |
| R.       | Nome            | a               | Modalità      |
| -------- | --------------- | --------------- | ------------- |
| D        | Jeffrey Bruma   | Magonza         | prestito      |
| C        | Yunus Malli     | Union Berlino   | prestito      |
| C        | Elvis Rexhbeçaj | Colonia         | prestito      |
| A        | Lukas Nmecha    | Manchester City | fine prestito |

### Operazioni esterne(dall'1/2 al 31/5)
| Acquisti | Acquisti | Acquisti | Acquisti |
| R.       | Nome     | da       | Modalità |
| -------- | -------- | -------- | -------- |

| Cessioni | Cessioni          | Cessioni | Cessioni                 |
| R.       | Nome              | a        | Modalità                 |
| -------- | ----------------- | -------- | ------------------------ |
| C        | Paul-Georges Ntep |          | risoluzione contrattuale |

## Risultati

### Bundesliga

#### Girone di andata
| Arbitro: | Jablonski |

|                         |           |             |
| Arnold 16’ Weghorst 60’ | Marcatori | 90’ Terodde |

| Arbitro: | Winkmann |

|  |           |                                               |
|  | Marcatori | 9’ (rig.) Weghorst 82’ Brekalo 90’ Roussillon |

| Arbitro: | Schlager |

|             |           |           |
| Brekalo 56’ | Marcatori | 12’ Cauly |

| Arbitro: | Gräfe |

|                |           |              |
| Gießelmann 16’ | Marcatori | 29’ Weghorst |

| Arbitro: | Cortus |

|             |           |         |
| Mehmedi 36’ | Marcatori | 6’ Rudy |

| Arbitro: | Brych |

|  |           |              |
|  | Marcatori | 9’ Tisserand |

| Arbitro: | Dankert |

|              |           |  |
| Weghorst 69’ | Marcatori |  |

| Arbitro: | Aytekin |

|            |           |              |
| Werner 54’ | Marcatori | 82’ Weghorst |

| Wolfsburg 27 ottobre 2019, ore 15:30 CET 9ª giornata | Wolfsburg | 0 – 0 referto | Augusta | Volkswagen-Arena (22.630 spett.)\| Arbitro: \| Stieler \| |
| Arbitro:                                             | Stieler   |               |         |                                                           |

| Arbitro: | Thomsen |

|                                           |           |  |
| Hazard 52’ Guerreiro 58’ Götze 88’ (rig.) | Marcatori |  |

| Arbitro: | Gräfe |

|  |           |                            |
|  | Marcatori | 25’ Bellarabi 90’ Paulinho |

| Arbitro: | Siebert |

|  |           |                            |
|  | Marcatori | 19’ Weghorst 65’ J. Victor |

| Arbitro: | Kampka |

|                          |           |                                         |
| Weghorst 36’ William 73’ | Marcatori | 13’ (rig.), 83’ Rashica 39’ Bittencourt |

| Arbitro: | Dankert |

|            |           |  |
| Schmid 85’ | Marcatori |  |

| Arbitro: | Brych |

|                         |           |            |
| Schlager 13’ Arnold 90’ | Marcatori | 15’ Embolo |

| Arbitro: | Petersen |

|           |           |           |
| Mbabu 82’ | Marcatori | 51’ Kabak |

| Arbitro: | Dingert |

|                        |           |  |
| Zirkzee 85’ Gnabry 89’ | Marcatori |  |

#### Girone di ritorno
| Arbitro: | Fritz |

|                             |           |             |
| Córdoba 22’, 45’ Hector 62’ | Marcatori | 66’ Steffen |

| Arbitro: | Schmidt |

|             |           |                               |
| Mehmedi 68’ | Marcatori | 74’ Torunarigha 90’ Lukebakio |

| Arbitro: | Ittrich |

|                             |           |                                        |
| Zolinski 22’ Vasiliadis 72’ | Marcatori | 26’ Knoche 40’, 60’ Ginczek 76’ Arnold |

| Arbitro: | Stieler |

|             |           |                |
| Steffen 50’ | Marcatori | 13’ Zimmermann |

| Arbitro: | Storks |

|                                     |           |                                      |
| Baumgartner 45’ Kramarić 60’ (rig.) | Marcatori | 18’ (rig.), 52’ (rig.), 71’ Weghorst |

| Arbitro: | Cortus |

|                                           |           |  |
| Brekalo 21’ Steffen 45’, 68’ Gerhardt 49’ | Marcatori |  |

| Arbitro: | Dankert |

|                             |           |                           |
| Andersson 41’ Friedrich 56’ | Marcatori | 60’ Gerhardt 81’ Weghorst |

| Wolfsburg 7 marzo 2020, ore 15:30 CET 25ª giornata | Wolfsburg | 0 – 0 referto | RB Lipsia | Volkswagen-Arena (27.195 spett.)\| Arbitro: \| Schlager \| |
| Arbitro:                                           | Schlager  |               |           |                                                            |

| Arbitro: | Brych (Monaco di Baviera) |

|            |           |                           |
| Jedvaj 54’ | Marcatori | 43’ Steffen 90+1’ Ginczek |

| Arbitro: | Siebert (Berlino) |

|  |           |                          |
|  | Marcatori | 32’ Guerreiro 78’ Hakimi |

| Arbitro: | Schlager |

|                    |           |                                           |
| Baumgartlinger 85’ | Marcatori | 43’, 78’ Pongracic 64’ Arnold 67’ Steffen |

| Arbitro: | Winkmann |

|           |           |                      |
| Mbabu 58’ | Marcatori | 27’ Silva 85’ Kamada |

| Arbitro: | Steinhaus |

|  |           |              |
|  | Marcatori | 82’ Weghorst |

| Arbitro: | Dankert |

|                          |           |                      |
| Weghorst 14’, 27’ (rig.) | Marcatori | 43’ Höler 46’ Sallai |

| Arbitro: | Schröder |

|                             |           |                      |
| Hofmann 11’, 30’ Stindl 65’ | Marcatori | 43’ Höler 46’ Sallai |

| Arbitro: | Stegemann |

|             |           |                                             |
| Matondo 70’ | Marcatori | 16’, 56’ Weghorst 59’ Mbabu 69’ João Victor |

| Arbitro: | Ittrich |

|  |           |                                                         |
|  | Marcatori | 4’ Coman 37’ Cuisance 72’ (rig.) Lewandowski 79’ Müller |

### Coppa di Germania
| Arbitro: | Schmidt |

|                                 |           |                                                              |
| Drinkuth 43’ Mai 57’ Fetsch 90’ | Marcatori | 44’ Weghorst 49’ Gerhardt 70’ William 92’ Knoche 94’ Brekalo |

| Arbitro: | Zwayer |

|              |           |                                                                       |
| Weghorst 89’ | Marcatori | 13’ (aut.) Bruma 55’ Sabitzer 58’ Forsberg 61’ Laimer 68’, 88’ Werner |

### Europa League

#### Fase a gironi
| Arbitro: | Özkahya |

|                                    |           |            |
| Arnold 20’ Mehmedi 24’ Brekalo 67’ | Marcatori | 66’ Banada |

| Arbitro: | Pawson |

|                   |           |             |
| Kolodziejczak 13’ | Marcatori | 15’ William |

| Arbitro: | Ivanov |

|                   |           |                           |
| Jaremčuk 41’, 90’ | Marcatori | 3’ Weghorst 24’ J. Victor |

| Arbitro: | Irrati |

|               |           |                                              |
| J. Victor 20’ | Marcatori | 50’ Jaremčuk 65’ Depoitre 76’ Ngadeu-Ngadjui |

| Arbitro: | Schüttengruber |

|  |           |                     |
|  | Marcatori | 45’ (rig.) Weghorst |

| Arbitro: | Tierney |

|            |           |  |
| Otávio 52’ | Marcatori |  |

#### Fase a eliminazione diretta
| Arbitro: | Mažeika |

|                         |           |                   |
| Brekalo 49’ Mehmedi 62’ | Marcatori | 47’ (rig.) Thelin |

| Arbitro: | Collum |

|  |           |                                        |
|  | Marcatori | 41’ Brekalo 65’ Gerhardt 69’ J. Victor |

| Arbitro: | Damir Skomina |

|            |           |                                      |
| Brooks 48’ | Marcatori | 17’ Júnior Moraes 73’ Marcos Antônio |

| Arbitro: | Ivan Kružliak |

|                                        |           |  |
| Júnior Moraes 89’, 90+3’ Solomon 90+1’ | Marcatori |  |

## Statistiche
Statistiche aggiornate al 30 giugno 2020.

### Statistiche di squadra
| Competizione       | Punti            | In casa | In casa | In casa | In casa | In casa | In casa | In trasferta | In trasferta | In trasferta | In trasferta | In trasferta | In trasferta | Totale | Totale | Totale | Totale | Totale | Totale | DR |
| Competizione       | Punti            | G       | V       | N       | P       | Gf      | Gs      | G            | V            | N            | P            | Gf           | Gs           | G      | V      | N      | P      | Gf     | Gs     | DR |
| ------------------ | ---------------- | ------- | ------- | ------- | ------- | ------- | ------- | ------------ | ------------ | ------------ | ------------ | ------------ | ------------ | ------ | ------ | ------ | ------ | ------ | ------ | -- |
| Bundesliga         | 49               | 17      | 4       | 7       | 6       | 19      | 23      | 17           | 9            | 3            | 5            | 29           | 23           | 34     | 13     | 10     | 11     | 48     | 46     | +2 |
| Coppa di Germania  | Secondo turno    | 1       | 0       | 0       | 1       | 1       | 6       | 1            | 1            | 0            | 0            | 5            | 3            | 2      | 1      | 0      | 1      | 6      | 9      | -3 |
| UEFA Europa League | Ottavi di finale | 5       | 3       | 0       | 2       | 8       | 7       | 5            | 2            | 2            | 1            | 7            | 6            | 10     | 5      | 2      | 3      | 15     | 13     | +2 |
| Totale             | -                | 23      | 7       | 7       | 9       | 28      | 36      | 23           | 12           | 5            | 6            | 41           | 32           | 46     | 19     | 12     | 15     | 69     | 68     | +1 |

### Andamento in campionato
| Giornata  | 1 | 2 | 3 | 4 | 5 | 6 | 7 | 8 | 9 | 10 | 11 | 12 | 13 | 14 | 15 | 16 | 17 | 18 | 19 | 20 | 21 | 22 | 23 | 24 | 25 | 26 | 27 | 28 | 29 | 30 | 31 | 32 | 33 | 34 |
| --------- | - | - | - | - | - | - | - | - | - | -- | -- | -- | -- | -- | -- | -- | -- | -- | -- | -- | -- | -- | -- | -- | -- | -- | -- | -- | -- | -- | -- | -- | -- | -- |
| Luogo     | C | T | C | T | C | T | C | T | C | T  | C  | T  | C  | T  | C  | C  | T  | T  | C  | T  | C  | T  | C  | T  | C  | T  | C  | T  | C  | T  | C  | T  | T  | C  |
| Risultato | V | V | N | N | N | V | V | N | N | P  | P  | V  | P  | P  | V  | N  | P  | P  | P  | V  | N  | V  | V  | N  | N  | V  | P  | V  | P  | V  | N  | P  | V  | P  |
| Posizione | 6 | 4 | 3 | 5 | 8 | 7 | 2 | 2 | 4 | 8  | 10 | 7  | 9  | 9  | 8  | 8  | 9  | 9  | 10 | 9  | 10 | 9  | 7  | 7  | 7  | 6  | 6  | 6  | 6  | 6  | 6  | 6  | 6  | 7  |

Legenda:

Luogo: C = Casa; T = Trasferta. Risultato: V = Vittoria; N = Pareggio; P = Sconfitta.